# 夸兰府
夸兰府（法語：Hôtel de Coislin，法語發音：[otɛl də kwalɛ̃]）是一座18世纪贵族府邸，位于巴黎第八区的皇家街1号、协和广场4号。

## 历史
该建筑由建筑师安热-雅克·加布里埃尔（Ange-Jacques Gabriel）建于1770年。
1778年2月6日, 法美两国同盟条约 (1778) 在此签订。法国第一个承认了美国的独立。
从1805年到1807年，夏多布里昂作为房客住在此处 · 。

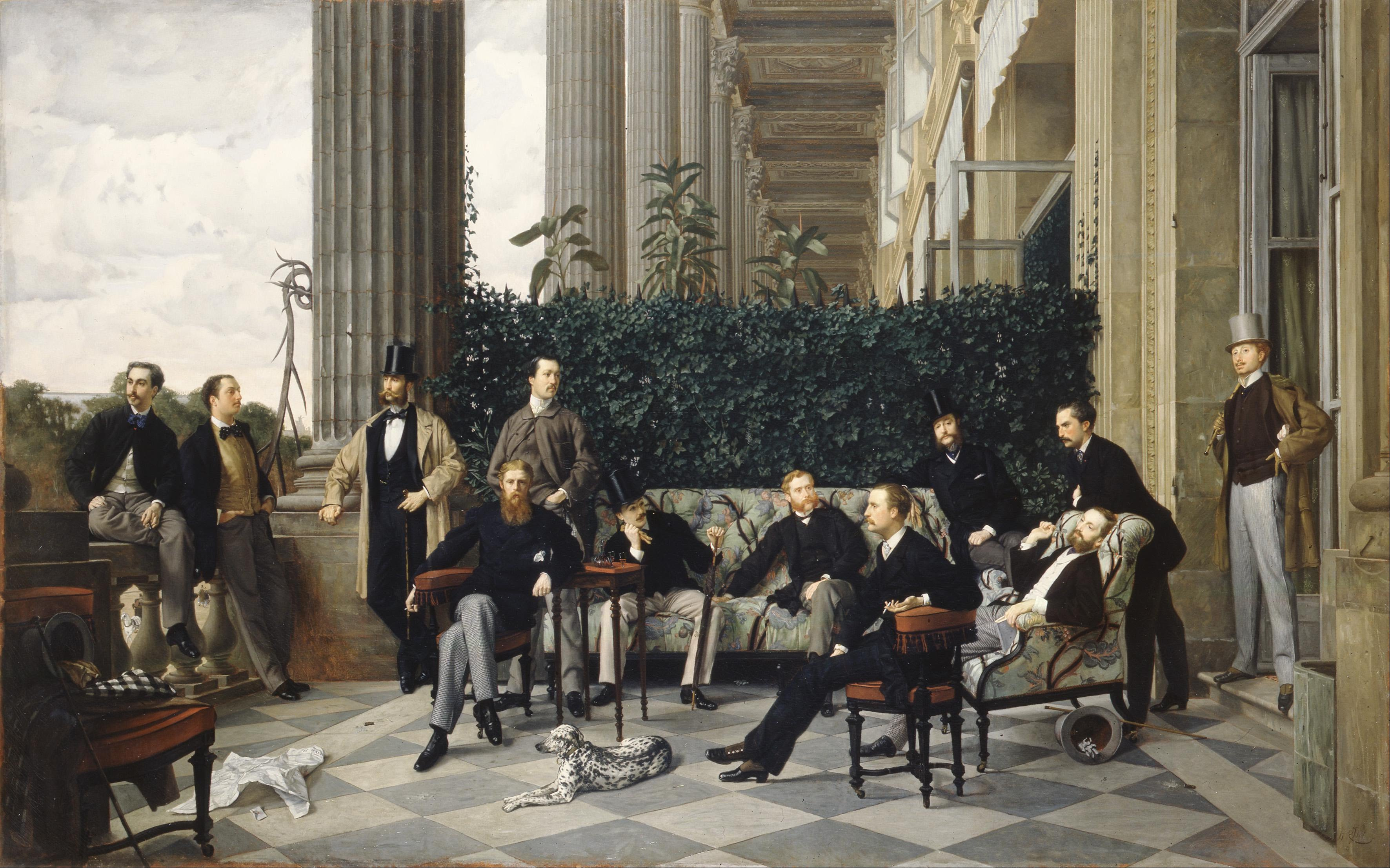

1923年5月31日，其立面列为法国历史古迹，而大客厅在 1962年1月29日列为法国历史古迹。